# Marine Johannès
Marine Johannès, née le 21 janvier 1995 à Lisieux (Calvados), est une joueuse internationale de basket-ball française. Elle évolue au poste d'arrière. Elle joue pour Mondeville, Bourges puis Lyon ASVEL dans le championnat français avant de rejoindre le club turc de ÇBK Mersin. Elle évolue également en  WNBA avec la franchise du Liberty de New York.
Elle possède un jeu assez atypique de joueuse d'instinct particulièrement créative ballon en mains,.
Avec l'équipe de France, elle obtient la médaille d'argent au championnat d'Europe en 2017, 2019, 2021, une médaille de bronze olympique en 2021 et une en argent aux jeux de Paris 2024.

## Biographie
Marine Johannès connaît des épreuves dans son enfance et son adolescence et vit dans une famille d'accueil qu'elle quitte à l'âge de quinze ans pour se réaliser par le sport.
Comme Nicolas Batum, elle est issue du club de Pont-l'Évêque et repérée en poussines par Samuel Vallée, qui la fait rejoindre Mondeville : « Elle transpirait le basket, elle ne vivait que pour le basket. Elle était capable de faire des dribbles dans le dos et des passes aveugles, autant de choses très rares à cet âge. » Pourtant, elle ne confirme son potentiel qu'à 15 ans en cadettes avec une équipe qui remporte tous les titres en jeu : championne de France UNSS, championne de France cadettes, vainqueur de la Coupe de France cadettes. Malgré trop de pertes de balle, elle joue parfois avec l'équipe pro marquant ainsi 7 points en 2012-2013 face à Bourges, marquant Céline Dumerc, qui dit d'elle : « Elle ne fait pas très physique mais elle est très rapide et elle a un crossover très intéressant. En plus, elle pique plein de ballons. » L'entraîneur Hervé Coudray la juge favorablement « C'est avant tout une joueuse talentueuse offensivement parce que c'est d'abord une passionnée. Sa plus grande qualité, c'est de bien sentir le jeu. Elle respire le basket », mais elle reste trop irrégulière. Elle gagne en maturité en équipe de France à l'été 2014 en étant élue meilleure arrière du championnat d'Europe et en marquant les paniers décisifs de la victoire en demi-finale face à la Serbie. Le nouvel entraîneur Romain L'Hermitte la responsabilise : « Depuis début janvier 2014, elle s'installe comme une vraie sixième joueuse (...) elle est moins fantasque. Surtout, elle devient un très bon défenseur. » Elle a en effet un grand sens de l'anticipation.
Son équipière Kristen Sharp est élogieuse : « Je ne vois pas d'autres joueuses. Elle a un plus, un talent qui ne s'apprend pas, quelque chose en elle. Son sens du basket est incroyable (...) C'est une fille qui peut faire le show, du spectacle, une fille qui peut enflammer une salle. » Lors de l'Open LFB 2014, elle est une des actrices du retour de Mondeville dans le troisième quart-temps (10-33) avec un total de 14 points, 5 rebonds, 5 passes, 2 contres et 21 d'évaluation. Son entraîneur Romain L’Hermitte la compare au MVP NBA 2015 Stephen Curry : « Ils ont le même style de jeu, Marine joue comme un garçon. Il n‘y a pas son équivalent en France, même en Pro A chez les hommes. Même s‘ils sont plus physiques, personne n‘est capable de prendre des tirs comme elle (...)  Marine ne fait pas le même basket que les autres. Quand elle joue, c‘est de l‘art. Elle a une aisance incroyable avec un ballon. C‘est le petit Mozart du basket français, elle récite des mélodies  ». Avant d'ajouter : « Quand elle est inspirée et en confiance, elle est inarrêtable. » 
Sa coéquipière en club et en équipes de France Lysa Millavet « ses passes, sa vision du jeu, ses tirs sur un pied, tout est impressionnant. Personne d‘autre ne fait ça ! Même à l‘entraînement, ce qu‘elle fait n‘est jamais simple ».
Durant l'été 2015, elle est un des éléments majeurs de l'équipe de France U20 (10,6 points, 4,3 rebonds et 3,1 passes décisives en moyenne par match). Ses deux premières sorties en 2015-2016 - 11 points, 4 rebonds et 3 passes décisives contre Toulouse puis 22 points à 8/9 aux tirs (dont 4/4 à 3 points) et 5 passes décisives face à Charleville-Mézières lui permettent d'obtenir une première sélection en équipe de France. Pour sa première sélection, elle inscrit 15 points face aux Pays-Bas. Ces premières sélections sont l'occasion d'un reportage dans l'émission télévisée Stade 2.
En avril 2016, Bourges annonce son transfert pour les trois saisons à venir : « Je suis très contente d'avoir cette opportunité car Bourges fait partie des meilleurs clubs français. J'avais envie de jouer une Coupe d'Europe(...) J'en ai parlé avec mon entraîneur, Romain L'Hermitte. Mais aussi avec Sandra Dijon-Gérardin qui connaît très bien le club. Elle m'a dit que pour progresser et gagner des titres, le mieux serait d'aller à Bourges. ». Elle est élue seconde meilleure joueuse française de la saison 2015-2016.
Sélectionnée en équipe de France pour les Jeux de Rio, elle se fait remarquer après une montée en régime progressive pendant le tournoi par quelques actions de grande classe face aux États-Unis dont un dribble en cross-over suivi d’un pas stepback et d’un panier à trois points qui mystifie Maya Moore pour 13 points au total.
À partir d'avril 2018, elle fait partie de la commission des athlètes, une instance de dix-huit sportifs présidée par Martin Fourcade qui va travailler à la préparation concrète des Jeux olympiques et paralympiques de 2024.
En mars 2019, le Liberty de New York annonce que Marine Johannès participera à la saison de WNBA 2019 qui débute le 24 mai, mais après le Championnat d'Europe féminin de basket-ball 2019. Quelques jours plus tard, le Lyon ASVEL féminin annonce la signature pour trois ans de Marine Johannès.
Durant l'été 2019, elle joue en WNBA avec le Liberty de New York pour lequel elle inscrit 10 points en 16 minutes lors de sa première rencontre.
Le 24 février 2020, le Liberty de New York annonce que Marine Johannès jouera de nouveau avec ce club en première division américaine, après une première expérience la saison dernière. Le club annonce qu'elle a signé un contrat de plusieurs saisons, sans en donner les détails.
La saison débutera le 16 mai. Mais elle ne joue finalement pas la saison WNBA pour «raisons personnelles», sûrement à cause de la crise sanitaire du COVID-19.
Elle fait partie de l'équipe de France médaillée de bronze aux Jeux olympiques d'été de 2020 à Tokyo.
Elle remporte en avril 2023 avec l'ASVEL l'Eurocoupe et elle est élue MVP des finales. Elle est non-retenue par l'encadrement de l'équipe de France pour le Championnat d'Europe : elle se rend à New York pour signer son contrat avec le Liberty malgré le refus de sa demande d'autorisation, la raison étant que cela lui ferait manquer quelques jours de préparation.
En août 2023, Marine Johannès remporte son premier trophée en WNBA, la Commissioner's Cup qui est aussi le premier du Liberty de New York, match dans lequel elle finit meilleure marqueuse de son équipe avec 17 points. Son club se qualifie pour les playoffs de la saison WNBA. Après deux victoires face aux Mystics de Washington puis au Sun du Connecticut, le Liberty atteint les Finales, face aux Aces de Las Vegas. Lors du premier match, Johannès inscrit 14 points bien que ne débutant pas la rencontre, tous en première période. Le Liberty s'incline dans la série lors du match désisif.
Ayant été retenu par les Finales WNBA, elle ne participe pas au début de saison avec l'ASVEL. Pour la même raison, elle n'est pas retenue pour les qualifications pour le prochain championnat d'Europe.
Elle retrouve l'équipe de France à l'occasion du TQO, Tournoi de qualification olympique.
Lors du tournoi olympique des Jeux olympiques, elle bat son record de points avec 24 points contre l'Allemagne. Malgré une performance mitigée de Johannès, 6 points, 3 rebonds, 5 passes et 1 interception. Elle a aussi commis 4 pertes de balle, la France bat la Belgique en demi-finale. Dans une finale très serrée, elle inscrit 9 points à seulement 3/13 aux shoots. La France s'incline de un point, 67 à 66 face aux Américaines.
Tony Parker annonce en mars 2024 que son club de l'ASVEL, en difficultés financières, ne conservera pas Johannès au terme de la saison. En juillet, elle s'engage en Turquie avec le club turc de Çukurova BK Mersin.

## Clubs
| Saisons          | Équipe               | Pays       |
| 2003–2007        | Pont-l’Évêque        | France     |
| 2007–2016        | USO Mondeville       | France     |
| 2016–2019        | Tango Bourges Basket | France     |
| 2019, 2022, 2023 | Liberty de New York  | États-Unis |
| 2019–2024        | Lyon ASVEL féminin   | France     |
| 2024–            | Çukurova BK Mersin   | Turquie    |

## Statistiques
| Saison | Équipe   | MJ | M5 | Min  | %T   | %3    | %LF  | Rb  | PD  | Int | Ctr | BP  | F   | Pts  |
| ------ | -------- | -- | -- | ---- | ---- | ----- | ---- | --- | --- | --- | --- | --- | --- | ---- |
| 2019   | New York | 19 | 0  | 18,2 | 43,6 | 37,9  | 78,9 | 1,8 | 2,4 | 0,4 | 0,2 | 1,2 | 1,6 | 7,2  |
| 2022   | New York | 24 | 10 | 25,5 | 46,4 | 43,7  | 87,0 | 1,7 | 3,4 | 0,6 | 0,1 | 1,8 | 1,6 | 10,0 |
| 2023   | New York | 36 | 5  | 18.9 | 42   | 38,4  | 75   | 1.4 | 1.7 | 0.7 | 0,1 | 1.3 | 1.6 | 7,4  |
| Total  | Total    | 79 | 15 | 20,8 | 44   | 40,01 | 80,6 | 1,6 | 2,4 | 0,6 | 0,1 | 1,4 | 1,6 | 8,1  |

## Palmarès

### Sélection nationale

#### Seniors
- Médaille d'argent au championnat d'Europe 2017[31]en République tchèque
- Médaille d'argent au championnat d'Europe 2019 à Belgrade (Serbie)[32]
- Médaille d'argent au championnat d'Europe 2021 en France et en Espagne
- Médaille de bronze aux Jeux olympiques d'été de 2020 à Tokyo[33]
- Médaille d'argent aux Jeux olympiques d'été de 2024 à Paris.

#### Jeunes
- 2013 :  Médaille d'argent à l'Euro U18 [34]
- 2015 :  Médaille d'argent au Championnat d'Europe U20[35]

### En club

#### Seniors
- Vainqueur de l'Eurocoupe 2023[20]
- Vainqueur du Championnat de France: 2018[36], 2023
- Finaliste du Championnat de France : 2022[37]
- Vainqueur de la Coupe de France: 2017[38], 2018[39] et 2019[40] ;
- Vainqueur de la Commissioner's Cup en 2023 (en)
- Vainqueur de la Coupe de Turquie : 2025

#### Jeunes
- 2011 : Championne de France Cadettes[34]
- 2012 : 
  - Vainqueur de la Coupe de France Cadettes[34]
  - Championne de France Cadettes[34]
- 2013 : Championne de France Espoirs LFB[34]

## Distinctions personnelles
- Chevalier de l'ordre national du Mérite (décret du 8 septembre 2021)[41]
- Meilleur cinq du Championnat d'Europe de basket-ball féminin U20 2015[42]
- Cinq Majeur LFB : saisons 2017-2018[43], 2018-2019[44], 2020-2021[45] et 2022-2023[46].
- Meilleure arrière d'EuroLigue : saison 2018-2019[47]
- Joueuse la plus spectaculaire d’EuroLigue : saison 2018-2019[48]
- 2e Cinq d'EuroLigue : saisons 2019-2020[49] et 2020-2021[50]
- MVP de la finale de l'Eurocoupe 2023[20]